# Janez Saje
Janez Saje, slovenski šolnik, * 23. avgust 1835, Hruševec pri Novem mestu, † 23. november 1917, Šentjernej.

## Življenje in delo
V šolskem letu 1852–1853 je končal učiteljsko pripravnico v Idriji. Kot učitelj je služboval v raznih krajih. Leta 1875 je v Šentjerneju postal nadučitelj in tu služboval do upokojitve leta 1901. Po Sajetovem prizadevanju se je šentjernejska šola razširila iz enorazrednice v štirirazrednico. Marljivo pa je tudi sodeloval pri krajevnih društvih in kmete navajal k umnemu poljedelstvu, sadjarstvu in kletarstvu. Sam se je posebno uspešno ukvarjal s sadjarstvom. V raznih listih (Kmetijske in rokodelske novice, Učiteljski tovariš in drugih) je objavil več strokovnih člankov iz kmetijstva in sadjarstva. Popisal je tudi svoje več kot dvajsetletno delovanje organista v Šentjerneju.